# Neuhemsbach
Neuhemsbach est une municipalité de la Verbandsgemeinde Enkenbach-Alsenborn, dans l'arrondissement de Kaiserslautern, en Rhénanie-Palatinat, dans l'ouest de l'Allemagne.

## Personnalités
- Karl Bischoff (1897-1950), architecte et ingénieur allemand, SS-Sturmbannführer à Auschwitz, est né à Neuhemsbach.

## Références

Localisation de Neuhemsbach dans la Verbandsgemeide et dans l'arrondissement